# Valea Luncii
Valea Luncii (węg. Hosszúmezö) – wieś w Rumunii, w okręgu Kluż, w gminie Mica. W 2011 roku liczyła 90 mieszkańców.